# Нукус
Нукус је један од већих градова у Узбекистану, и главни град Републике Каракалпакије. Кроз град пролази река Аму Дарја.

## Историја
Овај град је нагли процват доживео током совјетског периода, тако да је од омаленог града у 1932 до 1950-их година прерастао у модерно изграђен град. Због изолованости у њему је био смештен центар за хемијска истраживања. С обзиром да је центар био под управом Црвене армије у њему су тестирана хемијска оружја. Падом Совјетског савеза град је запостављен и због еколошке катастрофе са Аралским морем и град је озбиљно угрожен. Исушавање Аралског мора околина је претворена у пустињу и ветрови у ваздух дижу вишак соли. То је проззроковало епидемију многих хроничних болести и у овом граду.

## Култура
Нукус је најпознатији као културни центар Узбекистана, и то пре свега због већег броја музеја у граду. Најпознатији музеј Нукуски музеј уметности који је добио име по Савитском и Државни музеј. Музеј уметности је познат по многим уметничким делима из периода од 1918. до 1935. године. Стаљин је све што је имало несовјетски приступ елиминисао у гулазима. Један од прогнаних уметника Савитски, али је он као и музеј опстао у овом граду због његове изолованости од остатка огромне државе.

## Транспорт
У близини града постоји аеродром са редовним директним летовима за Москву и Ташкент. Такође, град има и аутобуску и железничку станицу са везом до свих градова у републици. Што се јавног превоза тиче поседује аутобусе и такси возила, с обзиром да се тролејбуси не користе од 2007. године.

## Клима
Клима у овом граду је суптропска. Лета су дуга и изузетно топла, а зиме благе и кратке.
| Клима Нукус (1981—2010)         | Клима Нукус (1981—2010) | Клима Нукус (1981—2010) | Клима Нукус (1981—2010) | Клима Нукус (1981—2010) | Клима Нукус (1981—2010) | Клима Нукус (1981—2010) | Клима Нукус (1981—2010) | Клима Нукус (1981—2010) | Клима Нукус (1981—2010) | Клима Нукус (1981—2010) | Клима Нукус (1981—2010) | Клима Нукус (1981—2010) | Клима Нукус (1981—2010) |
| Показатељ \ Месец               | .Јан.                   | .Феб.                   | .Мар.                   | .Апр.                   | .Мај.                   | .Јун.                   | .Јул.                   | .Авг.                   | .Сеп.                   | .Окт.                   | .Нов.                   | .Дец.                   | .Год.                   |
| ------------------------------- | ----------------------- | ----------------------- | ----------------------- | ----------------------- | ----------------------- | ----------------------- | ----------------------- | ----------------------- | ----------------------- | ----------------------- | ----------------------- | ----------------------- | ----------------------- |
| Максимум, °C (°F)               | 0,7 (33,3)              | 4,0 (39,2)              | 11,7 (53,1)             | 21,7 (71,1)             | 28,7 (83,7)             | 34,5 (94,1)             | 36,2 (97,2)             | 34,3 (93,7)             | 27,9 (82,2)             | 19,4 (66,9)             | 10,0 (50)               | 3,1 (37,6)              | 19,35 (66,84)           |
| Минимум, °C (°F)                | −7,5 (18,5)             | −6,0 (21,2)             | −0,1 (31,8)             | 8,2 (46,8)              | 14,2 (57,6)             | 19,1 (66,4)             | 21,3 (70,3)             | 18,9 (66)               | 12,0 (53,6)             | 4,9 (40,8)              | −0,8 (30,6)             | −5,5 (22,1)             | 6,56 (43,81)            |
| Количина падавина, mm (in)      | 10,9 (0,429)            | 7,9 (0,311)             | 17,7 (0,697)            | 15,3 (0,602)            | 12,6 (0,496)            | 4,0 (0,157)             | 1,4 (0,055)             | 1,7 (0,067)             | 2,6 (0,102)             | 7,5 (0,295)             | 10,8 (0,425)            | 12,1 (0,476)            | 104,5 (4,112)           |
| Дани са падавинама              | 6,2                     | 4,5                     | 5,3                     | 5,1                     | 3,8                     | 1,9                     | 0,9                     | 0,8                     | 1,5                     | 3,4                     | 4,3                     | 6,1                     | 43,8                    |
| Извор: Хидрометеоролошки сервис |                         |                         |                         |                         |                         |                         |                         |                         |                         |                         |                         |                         |                         |